# 蓬桑
蓬桑（法語：Poncin，法語發音：[pɔ̃sɛ̃]）是法国东部安省的一个市镇，属于楠蒂阿区。

## 地理
蓬桑（46°5'6"N, 5°24'24"E）面积19.77 平方千米，位于法国奥弗涅-罗讷-阿尔卑斯大区安省，该省份为法国东部省份，北起汝拉省，西北接索恩-卢瓦尔省，西接罗讷省和里昂大都会，南至伊泽尔省，东与萨瓦省、上萨瓦省和瑞士接壤。
与蓬桑接壤的市镇（或旧市镇、城区）包括：塞尔东、沙勒拉蒙塔涅、欧特库尔-罗马内什、瑞瑞里约、梅里尼亚、博阿-梅里亚-里尼亚、安河畔讷维尔、圣阿尔邦、安河畔塞里耶尔。

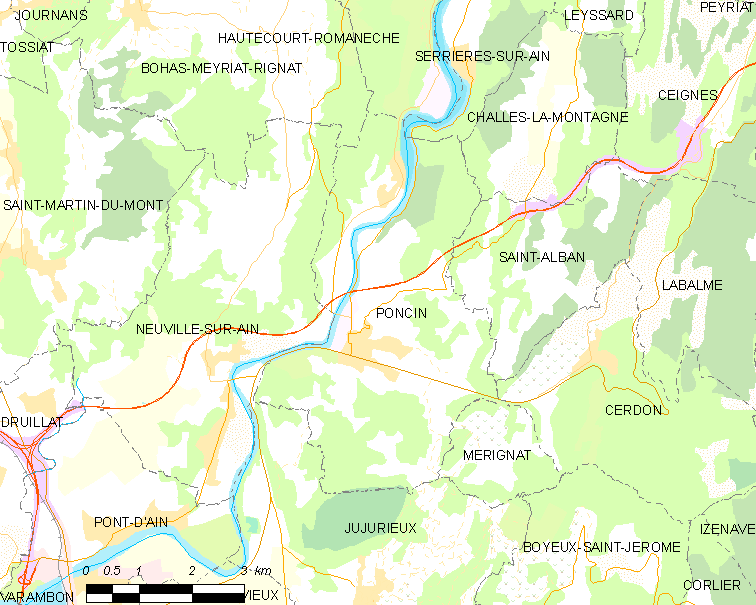
蓬桑的OSM定位图

蓬桑的时区为UTC+01:00、UTC+02:00（夏令时）。

## 行政
蓬桑的邮政编码为01450，INSEE市镇编码为01303。

## 政治
蓬桑所属的省级选区为蓬丹县。

## 人口

1962-2008年间蓬桑人口变化图示

蓬桑于2022年1月1日时的人口数量为1766人。